# كاثلين إيغل
كاثلين إيغل (بالإنجليزية: Kathleen Eagle)‏ (8 نوفمبر 1947، فرجينيا في الولايات المتحدة)؛ روائية أمريكية. درست في كلية ماونت هوليوك.